# ダーツライブ
株式会社ダーツライブは、日本においてダーツマシンの開発・販売と、ソフトダーツの対戦ネットワークを運営している企業。株式会社セガ フェイブの完全子会社。

## 概要
株式会社ダーツライブは2003年10月2日に、株式会社ヒットメーカー及びメダリスト・マーケティング・コーポレーションの合弁により、設立が発表され、2003年11月に設立された日本の株式会社である。
現在ではダーツのネットワークサービスである「DARTSLIVE NETWORK SERVICE」を運営しており、またソフトダーツマシンである「DARTSLIVE」、「DARTSLIVE2」やゲームマシン「TouchLive」、「天空盤」、ゴルフパッティングマシン「BIRDIE WORKS」などを製造・販売している。また、これらに関連して、ダーツのトーナメントである「SUPER DARTS」、「日本ダーツ祭り」を主催している他、プロダーツプレイヤーツアーの「SOFT DARTS PROFESSIONAL TOUR JAPAN」や世界のプロダーツプレイヤー達が集結する「THE WORLD」にも協賛している。また、オンラインショップであるDARTSLIVE STOREを運営し、フリーマガジン「LIVE CONNECT」、「GOOD DARTS」を発行するなどもするようになっている。
また、2011年よりスティール・ティップ・ダーツの世界最高峰であるPDC ワールド・ダーツ・チャンピオンシップの日本人プレイヤー代表を決定するトーナメントであるPDJ JAPAN CHAMPIONSHIPのタイトル・スポンサーになり、スティール・ティップ・ダーツでも、ダーツライブの名前を見るようになった。

## 沿革
2003年10月1日
ネットワークサービス「DARTSLIVE NETWORK SERVICE」の実証実験をBee SHIBUYAにて開始。
2003年10月2日
株式会社ヒットメーカー及びメダリスト・マーケティング・コーポレーションより会社設立が発表される。
2004年7月1日
親会社であるヒットメーカーがセガに吸収されたことにより、セガの子会社となる。
2004年10月
ネットワークサービス「DARTSLIVE NETWORK SERVICE」の本運用を開始。
2006年2月25日
東京ビッグサイトにて「DARTSLIVE PARTY」を開催。
2006年7月15日〜
ダーツトーナメント「DARTSLIVE JAPAN TOURNAMENT」を主催。以後毎年開催するようになる。
2006年12月1日
タッチパネル式ゲームマシン「TouchLive」を運用開始。
2008年1月21日
対戦型ボードゲーム「天空盤」を販売開始し、「天空盤 モバイル」サービス開始。
2008年12月11日
新型エレクトリックダーツマシン「DARTSLIVE2」を発表。
2009年4月27日
「DARTSLIVE2」の通信対戦機能「DARTSLIVE ARENA」を発表。
2009年5月27日
香港のTKG ASIA LIMITEDと提携し「DARTSLIVE NETWORK SERVICE」の海外進出を発表。
2009年7月
「DARTSLIVE ARENA」の運営を開始。
2010年10月
ソーシャルゲームのプロデュース・運営を行う子会社であるダーツライブゲームズを設立。
2013年3月31日
子会社のダーツライブゲームズを解散。
2014年2月3日
ハイブクリエーションを完全子会社化。
2015年4月1日
セガグループ再編に伴い、セガから新設分割で設立されたセガホールディングス（後のセガグループ）の子会社となる。
2016年2月1日
ゴルフパッティングマシン「BIRDIE WORKS」の販売を開始。
2018年9月10日
本社を恵比寿ビジネスタワーから西品川にある住友不動産大崎ガーデンタワーへ移転。
2021年4月1日
セガがセガグループを吸収合併した事に伴い、再度セガの子会社となる。
2024年4月1日
セガの事業再編に伴い、セガ フェイブ（セガトイズから商号変更）の子会社となる。

## かつての子会社
- ダーツライブゲームズ - 銀河英雄伝説、エリア88、はじめの一歩 THE FIGHTING! THE CHAMPIONSなどを運営していたが、2013年3月31日に解散。運営していたゲームはアルグラフへ運営移管。